# Kaori Chiba
Kaori Chiba (Japans: 千葉 香織) (Kunitashi,Tokyo), 29 januari 1981) is een Japans hockeyspeelster.
Met de Japanse hockeyploeg nam ze deel aan de Olympische Spelen van 2004, 2008 en 2012. Tijdens de Aziatische Spelen 2006 won ze de zilveren medaille met haar vaderland.
Chiba speelt clubhockey in Nederland bij HC Rotterdam